# 로버트 스몰스
로버트 스몰스(Robert Smalls, 1839년 4월 5일 ~ 1915년 2월 23일)는 미국의 정치인이다.

## 경력
- 1868.11 ~ 1870.11 사우스캐롤라이나 뷰퍼트 카운티 선거구 하원의원
- 1870.11 ~ 1875.03 사우스캐롤라이나 뷰퍼트 카운티 선거구 상원의원
- 1875.03 ~ 1879.03 제44·45대 미국 사우스캐롤라이나주 제5선거구 연방하원의원
- 1882.07 ~ 1883.03 제47대 미국 사우스캐롤라이나주 제5선거구 연방하원의원
- 1884.03 ~ 1887.03 제48·49대 미국 사우스캐롤라이나주 제7선거구 연방하원의원

## 역대 선거 결과
| 선거명        | 직책명                                | 대수 | 정당   | 득표율  | 득표수   | 결과 | 당락                             |
| ------------- | ------------------------------------- | ---- | ------ | ------- | -------- | ---- | -------------------------------- |
| 1874년 선거   | 하원의원 (사우스캐롤라이나 제5선거구) | 44대 | 공화당 | 79.92%  | 17,752표 | 1위  | 사우스캐롤라이나주 하원의원 당선 |
| 1876년 선거   | 하원의원 (사우스캐롤라이나 제5선거구) | 45대 | 공화당 | 51.87%  | 19,954표 | 1위  | 사우스캐롤라이나주 하원의원 당선 |
| 1878년 선거   | 하원의원 (사우스캐롤라이나 제5선거구) | 46대 | 공화당 | 28.77%  | 10,664표 | 2위  | 낙선                             |
| 1880년 선거   | 하원의원 (사우스캐롤라이나 제5선거구) | 47대 | 공화당 | 39.59%  | 15,287표 | 2위  | 낙선                             |
| 1882년 재선거 | 하원의원 (사우스캐롤라이나 제5선거구) | 47대 | 공화당 | 52.73%  | 14,393표 | 1위  | 사우스캐롤라이나주 하원의원 당선 |
| 1884년 재선거 | 하원의원 (사우스캐롤라이나 제7선거구) | 48대 | 공화당 | 100.00% | 9,092표  | 1위  | 사우스캐롤라이나주 하원의원 당선 |
| 1884년 선거   | 하원의원 (사우스캐롤라이나 제7선거구) | 49대 | 공화당 | 63.60%  | 8,419표  | 1위  | 사우스캐롤라이나주 하원의원 당선 |
| 1886년 선거   | 하원의원 (사우스캐롤라이나 제7선거구) | 50대 | 공화당 | 47.86%  | 5,961표  | 2위  | 낙선                             |

## 참고 자료
- 위키미디어 공용에 로버트 스몰스 관련 미디어 분류가 있습니다.